# Cody Linley
Cody Martin Linley (Texas, 20 de novembre de 1989) és un actor estatunidenc.
Linley ha protagonitzat diverses pel·lícules i series que l'han fet conegut. Va entrar al món de la televisió des de molt petit protagonitzant, El Meu gos Skip el 1999 amb Frankie Muniz. La seva fama va augmentar quan va aparèixer a una sèrie d'episodis de Hannah Montana interpretant a Jake Ryan, una estrella en la sèrie, que s'enamora de la Miley Stewart. Ha tingut breus aparicions a Miss simpatía i Doce En casa, i també va participar en la pel·lícula Hoot interpretant a Mullet Fingers, amb Brie Larson i Logan Lerman. Ha sortit en una pel·lícula anomenada The Haunting Hour: Don't Think About It (L'Hora Del Terror: No t'ho pensis) amb Emily Osment. Ha participat en el reality show Dancing With The Stars (Ballant Amb les Estrelles) apareixent a la setena temporada i sent el concursant més jove que hagués participat. Va sortir durant un temps amb Edyta Śliwińska, que va ser eliminada abans que ell amb Jeffrey Ross durant les setmanes 7 i 8 de la competició. Cody va ser expulsat del concurs el 18 de novembre de 2008.

## Filmografia
- 2012: Melissa & Joey- Aiden
- 2009: Forget Me Not- Eli Channing
- 2007: Haunting Hour: Don't Think About It - Sean
- 2006-2007-2008: Hannah Montana - Jake Ryan
- 2006: Hoot (Pequeños salvajes) - Mullet Fingers
- 2004: That's So Raven - Daryl (1 episodi)
- 2003: Cheaper by the Dozen - Quinn
- 2002: Beyond the Prairie, Part 2: The True Story of Laura Ingalls Wilder - Charlie
- 2001: Walker Texas Ranger- Griffin Pope
- 2000: My Dog Skip - Spit McGee
- 2000: Miss agent especial (Miss Congeniality)
- 1999: Walker Texas Ranger- Timmy

## Vida personal
Linley va penjar vídeos a YouTube anomenats Ro and Co Show amb l'estrella de Disney Roshon Fegan de Camp Rock. El 14 de juny de 2008 van representar la seva cançó "Dis Me" a The Key Club Hollywood. Va estar sortint amb la Demi Lovato però van tallar.
El germà d'en Cody Chad Linley va morir als 29 anys al seu apartament de Houston, Texas el 7 d'agost de 2011 a causa dels efectes de l'heroïna.